# Martin-pêcheur poucet
Ceyx pusillus
Espèce
Statut de conservation UICN

 LC  : Préoccupation mineure
Synonymes
- Alcedo pusilla
- Ceyx pusilla

Le Martin-pêcheur poucet (Ceyx pusillus) est une espèce d'oiseaux de la famille des Alcedinidae.